# Boštjan Antončič
Boštjan Antončič, slovenski podjetnik, raziskovalec, pedagog, športnik, pesnik, * 1967, Ljubljana.

## Življenjepis

### Šolanje in fakulteta
Osnovno in srednjo šolo je zaključil v Kopru (OŠ Dušana Bordona in Gimnazija Koper). Leta 1992 je diplomiral na Ekonomski fakulteti Univerze v Ljubljani na smeri za ekonomske odnose s tujino. Leta 1995 je na Ekonomski fakulteti zaključil magistrski študij podjetništva, del katerega je opravil na Univerzi v Stirlingu na Škotskem. Doktor poslovnih znanosti je postal leta 2000, ko je zaključil doktorski študij managementa s poudarkom na podjetništvu in strateškem managementu na Weatherhead School of Management, Case Western Reserve University, Cleveland, Ohio, ZDA. 2000 je bil izvoljen v naziv docenta za področje podjetništva na Ekonomski fakulteti Univerze v Ljubljani, kjer je predaval predmete iz podjetništva, strateškega managementa in vodenja. 2005 je bil izvoljen v naziv izrednega profesorja, leta 2008 v naziv rednega profesorja za področje podjetništva na Fakulteti za management Univerze na Primorskem, kjer je predaval v letih 2004-2011 predmete iz podjetništva na dodiplomskem in podiplomskem študiju. Predaval je na šestih univerzah v tujini (dve ZDA, dve Italija, Hrvaška, Kitajska) ter bil tri mesece gostujoči profesor na univerzi v ZDA (Case Western Reserve University). Od leta 2006 do 2013 je bil mentor mladim raziskovalcem. Bil je mentor enajstih doktorandov in pri vrsti magistrskih del in diplomskih nalog, do sedaj je napisal vrsto člankov, knjig ali gradiv na temo managementa malih in srednjih podjetij, notranjega podjetništva, podjetniških mrež, mednarodnega podjetništva, podjetniške osebnosti, benchmarkinga, vodenja, strateškega managementa in industrijske politike. Bil je član združenj, ki povezujejo raziskovalce in strokovnjake managementa, kot sta Academy of Management in Strategic Management Society.

### Delovne izkušnje
Delovne izkušnje je začel pridobivati v letih 1989- 1992 kot praktikant v koprski ekspozituri Abanke in v podjetju Adriacommerce Koper ter s konzultantskim delom pri podjetju GeaVentures Ljubljana in na vladnem projektu Prenova podjetij. V letih 1993- 1996 je delal na Ekonomski fakulteti v Ljubljani kot mladi raziskovalec, v letih 1996- 2000 kot raziskovalni asistent na Weatherhead School of Management, Case Western Reserve University, v letih 2000- 2004 je delal kot predavatelj in raziskovalec na Ekonomski fakulteti, v letih 2001- 2002 je bil zaposlen pri Vladi Republike Slovenije na mestu Državnega sekretarja za notranji trg in privatizacijo na Ministrstvu za gospodarstvo. V letih 2004- 2012 je delal na Fakulteti za management Univerze na Primorskem v Kopru. Poleg pedagoškega dela se ukvarja z raziskovanjem in svetovanjem podjetjem ter jadralnim športom. Na Fakulteti za management je bil član senata in član komisije za znanstvenoraziskovalno delo, predstojnik katedre za podjetništvo in management tehnologij ter inovativnosti, član komisije za znanstvenoraziskovalno delo študentov, predstojnik katedre za podjetništvo in v.d. dekana. Od leta 2012 je zaposlen na Ekonomski fakulteti Univerze v Ljubljani, kjer je bil predstojnik katedre za podjetništvo, član senata, član upravnega odbora in raznih komisij. V letih 2001-2019 je bil vodja več raziskovalnih projektov.
Nagrade
- 1992: Prešernova nagrada Ekonomske fakultete za diplomsko delo[8]
- 2000: Nagrada za najboljši znanstvenoraziskovalni članek na konferenci Academy of Management, Entrepreneurship Division, Toronto,   Kanada (Best Empirical Paper Award)
- 2004: Nagrada založbe Emerald za članek, ki izkazuje raziskovalno odličnost (Emerald Literati Club Highly Commended Award)
- 2006: Priznanje Fakultete za management Koper mentorju najboljšega magistrskega dela v študijskem letu 2005/2006
- 2006: Nagrada za najboljši članek na konferenci MIC 2006 Management International Conference, Portorož (Best Paper Award)
- 2007: Zlata plaketa Univerze na Primorskem
- 2007: Nagrada za najboljši znanstvenoraziskovalni članek s področja notranjega podjetništva za leto 2006 na konferenci BCERC - Babson College Entrepreneurship Research       Conference, Madrid, Španija (Award for Excellence in Research on the Topic of Corporate Entrepreneurship)
- 2007: Nagrada založbe Emerald za odličnost članka (Emerald Literati Network Outstanding Paper Award)
- 2010: Nagrada za najboljši članek na konferenci The 2010 IBER (Business) & ITLC (Education) Conferences, Las Vegas, Nevada, ZDA (Best Paper Award)

Drugo
- pesniški zbirki Rdečica neba (2008) in Belo zlato (2009)
- patent SI 23986 A (smuči za hojo po vodi)

### Športni dosežki
Jadralstvo (jadranje na vodi) - medalje na mednarodnih prvenstvih
- 1. mesto - Svetovno prvenstvo, razred Soling (2008)
- 2. mesto - Svetovno prvenstvo, razred Soling (2005)
- 1. mesto - Evropsko prvenstvo, razred Soling (2007)[10]
- 2. mesto - Evropsko prvenstvo, razred Soling (2004)
- 2. mesto - Evropsko prvenstvo, razred Yngling (2011)
- 2. mesto - Evropsko prvenstvo, razred Yngling (2016)
- 3. mesto - Evropsko prvenstvo, razred Yngling (2010)
- 1. mesto - Balkansko prvenstvo, razred Optimist (1981)
- 2. mesto - Balkansko prvenstvo, razred FD (1987)
- 3. mesto - Balkansko prvenstvo, razred Optimist (1979)

### Doktorska disertacija
- Intrapreneurship : construct refinement and an integrative model development. Cleveland: Case Western Reserve University, 2000.

### Monografija
- Antončič, Boštjan, Hisrich, Robert D., Petrin, Tea, Vahčič, Aleš. Podjetništvo. 1. natis. Ljubljana: GV založba, 2002.
- Antončič, Boštjan. Rast in razvoj podjetja: primeri iz podjetništva. Koper: Društvo za akademske in aplikativne raziskave, 2002.
- Antončič, Boštjan. Primeri iz podjetništva: ustanovitev, zagon in rast podjetja. Koper: Društvo za akademske in aplikativne raziskave, 2005.
- Antončič, Boštjan, Ruzzier, Mitja, Bratkovič, Tina. Podjetniške mreže in rast = The personal resource-acquisition network of the entrepreneur and small firm growth. Koper: Društvo za akademske in aplikativne raziskave, 2007.
- Antončič, Boštjan, Auer Antončič, Jasna, Juričič, Denis. Družinsko podjetništvo : značilnosti v Sloveniji. Ljubljana: Ernst & Young, 2015.